# NGC 3868
NGC 3868 је спирална галаксија у сазвежђу Лав која се налази на NGC листи објеката дубоког неба.
Деклинација објекта је + 19° 26' 41" а ректасцензија 11h 45m 30,0s. Привидна величина (магнитуда) објекта NGC 3868 износи 14,4 а фотографска магнитуда 15,2. NGC 3868 је још познат и под ознакама MCG 3-30-104, CGCG 97-135, PGC 36638.